# Pipra Bhagwanpur
Pipra Bhagwanpur – gaun wikas samiti w środkowej części Nepalu  w strefie Narajani w dystrykcie Rautahat. Według nepalskiego spisu powszechnego z 2001 roku liczył on 753 gospodarstw domowych i 4870 mieszkańców (2345 kobiet i 2525 mężczyzn).